# 고스기야마 지하야
고스기야마 치하야(일본어: 小杉山　智早, 1996년~)는 일본 출신의 휘파람 연주가이다. 언젠가 자신이 휘파람을 위한 악곡을 만들어, 앨범을 내고 싶은 것이 꿈이다. 유치원에 다닐 때 행동이 나쁘다는 말을 듣고, 휘파람을 부는 것을 중단하기도 했다.

## 약력
2살 때 할아버지의 영향으로 휘파람을 불기 시작했다. 2005년 일본에서 열린 제 1회 일본 휘파람 음악 경연대회에 출전하여, 2007년 미국에서 열린 제 34회 국제 휘파람 대회의 출전권을 획득하고, 이듬해까지 2년 연속 우승을 거머쥔 적이 있다.